# Nova Mamoré
Nova Mamoré is een gemeente in de Braziliaanse deelstaat Rondônia. De gemeente telt 22.337 inwoners (schatting 2009).

## Aangrenzende gemeenten
De gemeente grenst aan Buritis, Campo Novo de Rondônia, Guajará-Mirim en Porto Velho

### Landsgrens
En met als landsgrens aan de gemeente Guayaramerín in de provincie Vaca Díez in het departement Beni en aan de gemeente Nueva Esperanza in de provincie Federico Román in het departement Pando met het buurland Bolivia.